# Impasse de la Trésorerie
L'impasse de la Trésorerie (en occitan : androna de la Tresoriá) est une voie de Toulouse, chef-lieu de la région Occitanie, dans le Midi de la France.

## Situation et accès

### Description
L'impasse de la Trésorerie est une une voie publique. Elle se trouve dans le quartier des Carmes, dans le secteur 1 - Centre. Elle naît au nord de la place du Salin, entre le temple protestant du Salin (actuel no 15 ter) et un immeuble du XIXe siècle (actuel no 24). Elle est longue de 68 mètres et, relativement rectiligne, orientée au nord. Large de 8 mètres à son débouché sur la place du Salin, elle se réduit progressivement à 3 mètres.
La chaussée compte une seule voie de circulation à double-sens. Elle appartient à une zone de rencontre et la vitesse y est limitée à 20 km/h. Il n'existe ni bande, ni piste cyclable.

### Voies rencontrées
L'impasse de la Trésorerie rencontre la voie suivante :
1. Place du Salin

## Odonymie
L'impasse de la Trésorerie tient son nom du siège de la trésorerie royale, dont le bâtiment s'élève à l'entrée (actuel temple du Salin). Il se rencontre déjà à la fin du XIIIe siècle (en latin médiéval : carraria Thesorarie en 1300, carraria de la Thesauraria en 1458). Au milieu du XVIe siècle, dans les cadastres de 1550 et 1571, elle est également désignée comme la ruelle du Lin, sans que ce nom subsiste aux siècles suivants. En 1794, pendant la Révolution française, elle ne reçut pas non plus d'appellation nouvelle.